# Chamit Nieatbakow
Chamit Achmietowicz Nieatbakow, ros. Хамит Ахметович Неатбаков, tat. Хәмит Ниятбаков (ur. 1904 w Karabanach, zm. 23 września 1944) – radziecki żołnierz, sanitariusz.

## Życiorys
Był narodowości tatarskiej. Urodził się w 1904 w miejscowości Karbany w obecnym rejonie Jarkowskim obwodzie tiumeńskim. Zamieszkiwał w rodzinnej miejscowości, gdzie udzielał się w życiu społecznym. 
Podczas II wojny światowej został powołany do Armii Czerwonej i brał udział w walkach na froncie wschodnim. W październiku 1943 jako starszy sierżant był sanitariuszem 520 pułku piechoty w 167 Dywizji Piechoty w składzie 38 Armii na Froncie Woroneskim. W trakcie bitwy o Dniepr w dniach 3-4 października 1943 dokonał osobiście ewakuacji 86 rannych żołnierzy i dowódców. W sumie w okresie od 1 sierpnia do 14 października 1943 wyprowadził z pola bitwy 104 rannych z bronią.
Dekretem Rady Najwyższej ZSRR z 13 listopada 1943 otrzymał tytuł Bohatera Związku Radzieckiego, Order Lenina oraz Złotą Gwiazdę (nr 2261).
Poległ 23 września 1944. Został pochowany w mogile nr 59 w kwaterze żołnierzy Armii Czerwonej na cmentarzu komunalnym w Sanoku.
Jego imieniem została nazwana ulica w Tiumeni.